# Морська історія України (серія монет)
Морська історія України — серія ювілейних та пам'ятних монет започаткована Національним банком України в 2004 році.
|                                      |  |  |
| Монета - Криголам «Капітан Бєлоусов» |  |  |

## Монети в серії
У цей час серія складається з таких монет: 
- Пам'ятна монета «Криголам «Капітан Бєлоусов»»
- Пам'ятна монета «Козацький човен»
- Пам'ятна монета «Античне судноплавство»
- Пам'ятна монета «Лінійний корабель «Слава Катерини»»

| «Козацький човен» 20.12.2010 |  | «Античне судноплавство» 30.08.2012 |  | «Лінійний корабель «Слава Катерини»» 18.12.2013 |  |
|                              |  |                                    |  |                                                 |  |
| Срібло, 20 гривень, аверс    |  | Срібло, 10 гривень, аверс          |  | Срібло, 10 гривень, аверс                       |  |
|                              |  |                                    |  |                                                 |  |
| нейзильбер, 5 гривень, аверс |  | нейзильбер, 5 гривень, аверс       |  | нейзильбер, 5 гривень, аверс                    |  |
|                              |  |                                    |  |                                                 |  |
| реверс, срібло               |  | реверс, срібло                     |  | реверс, срібло                                  |  |